# 22e cérémonie des Filmfare Awards
La 22e cérémonie des Filmfare Awards s'est déroulée en 1975 à Bombay en Inde.

## Palmarès
| Catégorie                                 | Lauréat |
| ----------------------------------------- | --- |
| Meilleur film                             | Rajnigandha - produit par Suresh Jindal - réalisé par Basu Chatterjee - avec Vidya Sinha, Amol Palekar et Dinesh Thakur |
| Meilleur réalisateur                      | Manoj Kumar (Roti Kapada Aur Makaan)                                                                                    |
| Meilleur acteur                           | Rajesh Khanna (Avishkaar)                                                                                               |
| Meilleure actrice                         | Jaya Bhaduri (Kora Kaagaz)                                                                                              |
| Meilleur acteur dans un second rôle       | Vinod Khanna (Haath Ki Safai)                                                                                           |
| Meilleure actrice dans un second rôle     | Durga Khote (Bidaai) |
| Meilleure prestation dans un rôle comique | Mehmood (Vardaan) |
| Meilleur compositeur                      | Kalyanji - Anandji (Kora Kagaz)                                                                                         |
| Meilleur parolier                         | Santosh Anand pour Main Na Bhulunga (Roti Kapada Aur Makaan)                                                            |
| Meilleur chanteur de playback             | Mahendra Kapoor pour Aur Nahin Bus Aur Nahin (Roti Kapada Aur Makaan)                                                   |
| Meilleure chanteuse de playback           | Asha Bhosle pour Chain Se Humko Kahin (Pran Jaye Par Vachan Na Jaye)                                                    |
| Meilleure histoire                        | Kaifi Azmi et Ismat Chugtai (Garm Hawa)                                                                                 |
| Meilleur scénario                         | Shama Zaidi et Kaifi Azmi (Garam Hawa)                                                                                  |
| Meilleurs dialogues                       | Kaifi Azmi (Garam Hawa)                                                                                                 |
| Meilleure photographie                    | A. Vincent (Prem Nagar)                                                                                                 |
| Meilleure direction artistique            | Sudhendu Roy (Sagina)                                                                                                   |
| Meilleur son                              | - |
| Meilleur montage                          | - |

## Récompenses des critiques
| Catégorie     | Lauréat                        |
| ------------- | ------------------------------ |
| Meilleur film | Rajnigandha de Basu Chatterjee |